# Jahnsita-(CaMnMg)
La jahnsita-(CaMnMg) és un mineral de la classe dels fosfats, que pertany al subgrup de la jahnsita. Rep el seu nom degut al fet que és un anàleg de la jahnsita-(CaMnFe); el sufix indica la situació dels metalls.

## Característiques
La jahnsita-(CaMnMg) és un fosfat de fórmula química CaMn²⁺Mg₂Fe³⁺₂(PO₄)₄(OH)₂(H₂O)₈. Cristal·litza en el sistema monoclínic. La seva duresa a l'escala de Mohs és 4.
Segons la classificació de Nickel-Strunz, la jahnsita-(CaMnMg) pertany a «08.DH: Fosfats amb cations de mida mitjana i gran, (OH, etc.):RO₄ < 1:1» juntament amb els següents minerals: minyulita, leucofosfita, esfeniscidita, tinsleyita, jahnsita-(CaMnFe), jahnsita-(CaMnMn), keckita, rittmannita, whiteïta-(CaFeMg), whiteïta-(CaMnMg), whiteïta-(MnFeMg), jahnsita-(MnMnMn), kaluginita, jahnsita-(CaFeFe), jahnsita-(NaFeMg), jahnsita-(NaMnMg), jahnsita-(CaMgMg), manganosegelerita, overita, segelerita, wilhelmvierlingita, juonniïta, calcioferrita, kingsmountita, montgomeryita, zodacita, arseniosiderita, kolfanita, mitridatita, pararobertsita, robertsita, sailaufita, mantienneïta, paulkerrita, benyacarita, xantoxenita, mahnertita, andyrobertsita, calcioandyrobertsita, englishita i bouazzerita.

## Formació i jaciments
Es troba en mineralitzacions de fosfats en etapes tardanes en pegmatita de granit. Va ser descoberta a la mina Tip Top, a la localitat de Fourmile del comtat de Custer, a l'estat de Dakota del Sud (Estats Units). Sol trobar-se associada a altres minerals com: leucofosfita, hureaulita, robertsita, rockbridgeïta, trifilita, tavorita i vivianita. També ha estat descrita a altres estats dels Estats Units, com Nevada, Nou Hampshire o Carolina del Nord, així com a algunes localitats més de Dakota del Sud. També ha estat trobada a l'Argentina, al Brasil, al Marroc i a Àustria.